# Виадук Негрелли
Виадук Негрелли (чеш. Negrelliho viadukt), или Карлинский виадук — железнодорожный каменный арочный мост через реку Влтаву в Праге. Соединяет вокзал Масарика с исторической частью города Бубна. Это исторически первый пражский железнодорожный мост и второй старейший сохранившийся пражский мост через Влтаву, тринадцатый по счёту ниже по течению Влтавы. Имея длину 1120 м, это самый длинный железнодорожный мост и четвёртый по длине мост в Чехии. До 1910 года виадук Негрелли являлся самым длинным в Европе.
Начало моста находится в части Нового города на территории района Прага 8. После автобусной станции Флоренц он образует границу между Новым Местом и Карлином.

## История

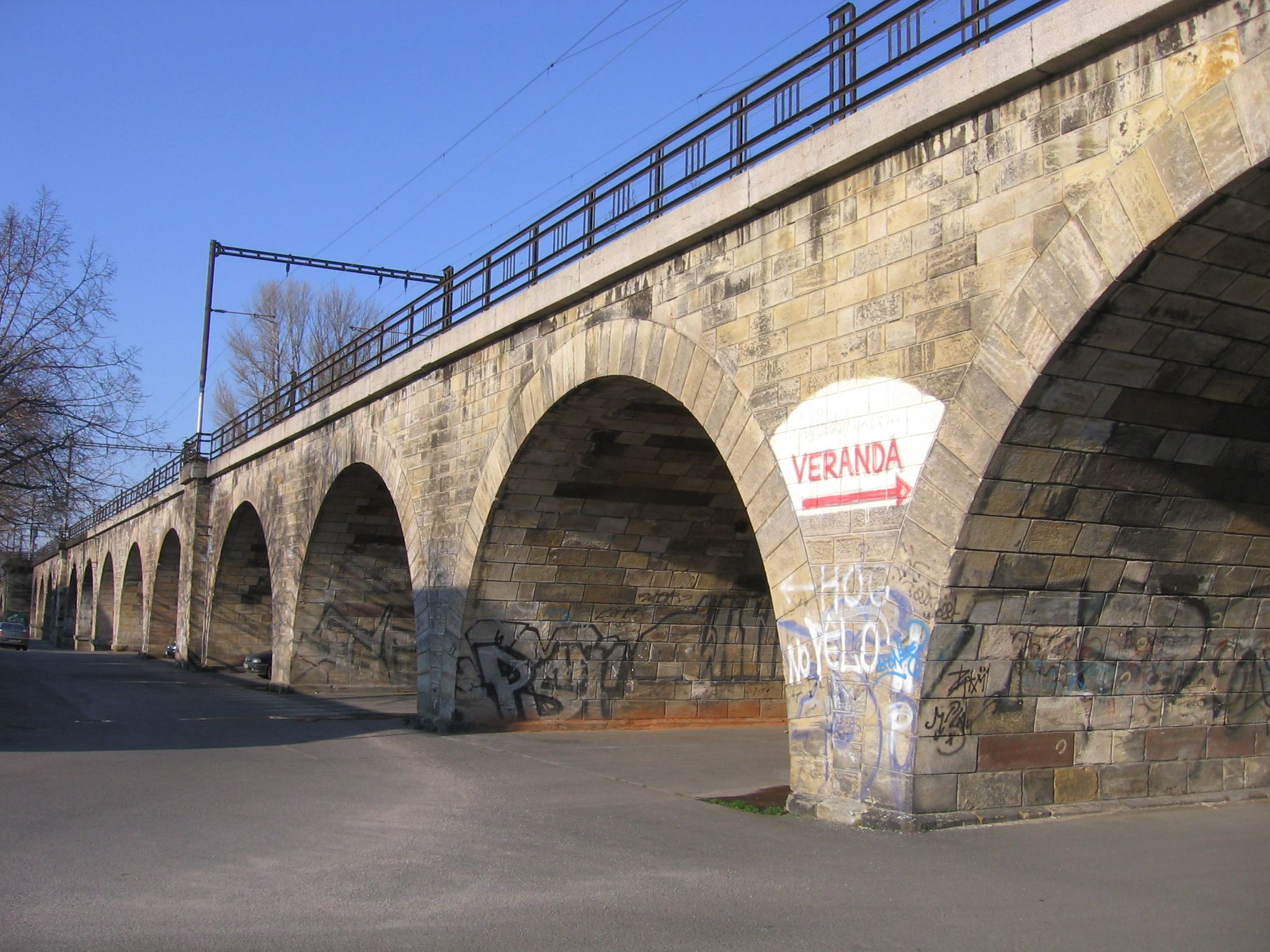
Мост на острове Штванице.

Виадук Негрелли был построен в рамках проекта дрезденской ветки Северной государственной железной дороги Оломоуц — Прага — Дрезден, решение о строительстве которой было принято Дирекцией государственной железной дороги в 1842 году. Строительство моста началось весной 1846 года, было завершено в 1849 году, в эксплуатацию виадук ввели 1 июня 1850 года. После завершения строительство мост имел 87 каменных арок, из которых:
- 8 гранитных сегментных арок над рукавами реки (25,29 м),
- 1 сегментная арка из песчаника (11.30 м) из песчаника и 2 пешеходных перехода (над современной Соколовской улицей),
- 76 полукруглых арок из песчаника с диапазоном от 6,39 до 10,75. м.

Длина моста составляет 1110 метров; до 1910 года он был самым длинным в Европе. Ширина настила моста между каменными перилами составляет 7,6 м. Виадук Негрелли занесён в список недвижимых памятников культуры.
Строительством моста руководил Алоис Негрелли.